# Замок Кагерконнелл Стоун Форт

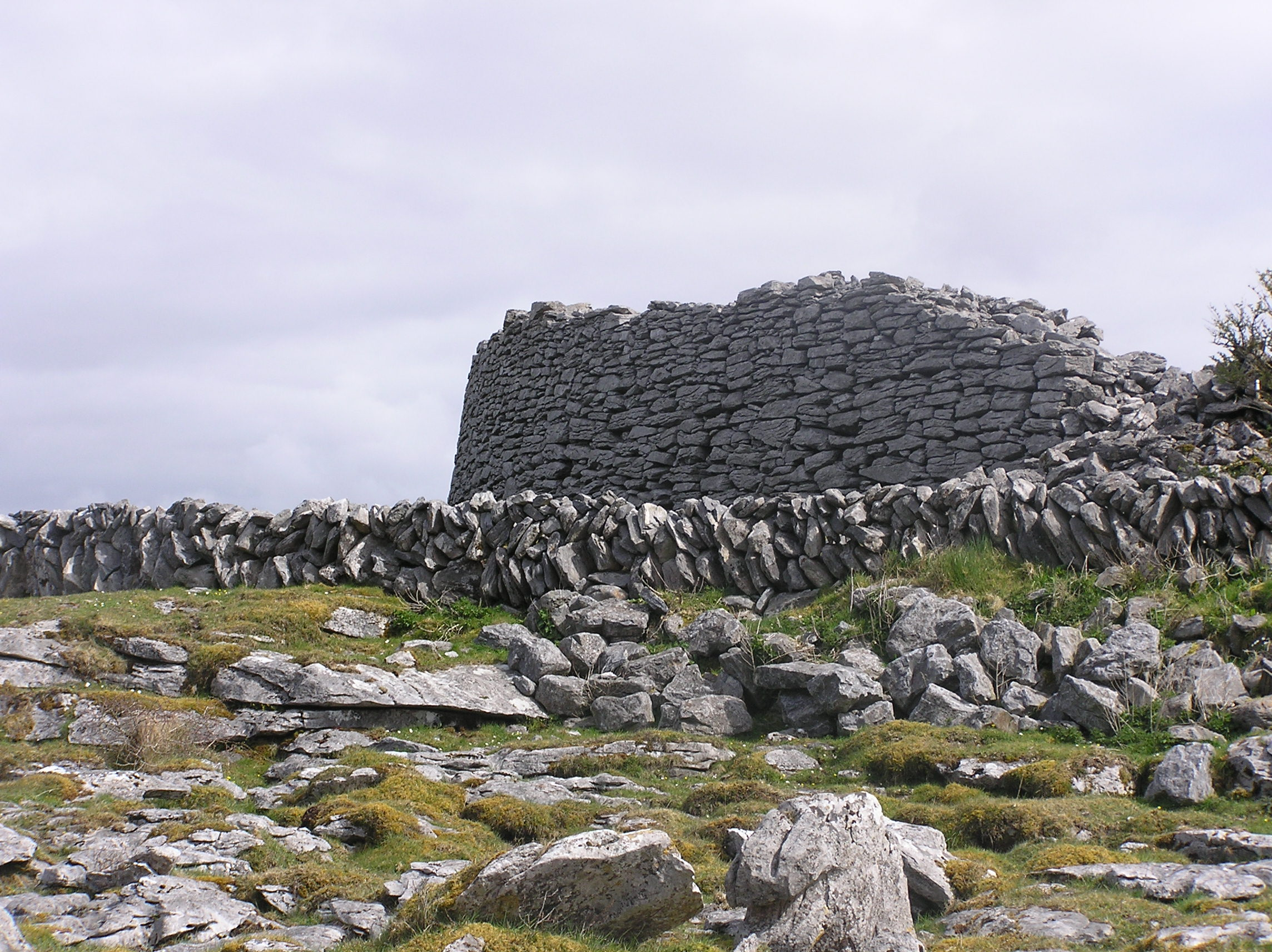
Частина фортеці Кагерконнелл.

Замок Кагерконнелл Стоун Форт (англ. Caherconnell Stone Fort, Caherconnell, ірл. Cathair Chonaill) — Кахайр Хонайлл, замок Фортеця Конайлла — один із замків Ірландії, розташований в графстві Клер, в баронстві Буррен, в приході Кілкорні. Це одна з так званих «круглих фортець» — давніх ірландських фортець, що будували в часи залізної доби та раннього середньовіччя на території Ірландії. Замок стоїть на відстані біля 1 км на захід від давньої мегалітичної споруди — дольмену Полнаброун. Замок розташований недалеко від дороги, що з'єднує селище Баллівон та замок Ліманех. Замок стоїть на карстових вапнякових землях, що непридатні для сільського господарства, крім доволі обмеженого тваринництва.

## Особливості архітектури
Фортеця має вигляд кам'яної стіни, що являє собою коло діаметром 42 м. Стіни товщиною до 3 м. Стіна зроблена з місцевого вапняку. Вхід до фортеці був розташований на сході. В середині фортеці є залишки внутрішніх стін, що були товщиною біля 1 м. Є також зовнішні структури. Структура А прямокутної форми зорієнтовані зі сходу на захід розміром 10 Х 5 м. Структура В біля західної частини фортеці, розміром 7,5 Х 5 м. Північна стіна структури В є частиною основної споруди фортеці. Є залишки ще кількох додаткових споруд. Фортеця подібна до інших круглих фортець Ірландії, таких як Кагермор та Кагермакнагтен. Ці круглі фортеці використовувались довгий час — аж до пізнього середньовіччя.

## Дослідження фортеці Кахайр Хонайлл
У 2007 році фортецю Кахайр Хонайлл досліджували археологи, зокрема експедиція Грагама Галла. Радіовуглецевий аналіз залишків дерева дозволив датувати частину споруд початком Х століття. Знайдені артефакти свідчать про те, що споруда використовувалась в Х — ХІІІ століттях. Структура А була побудована на початку XV століття і використовувалась до XVII століття. Неясно, чи фортеця була постійно населена, чи була закинута в XIV столітті. Були знайдені залишки кузні та залишки предметів, що були досить дорогими на той час. Фортеця судячи по всьому мала особливий статус на цій території. Фортеця і навколишні землі довгий час належали клану О'Логлен. Ця місцина була досить ізольована і довгий час не зазнавала англо-норманського впливу і влада Англії в середні віки на цю територію не поширювалась. Люди клану О'Логлен, що жили тут в XV—XVI століттях були не з головної гілки цього клану. Головна гілка клану переселилася в замок Гленслед, що стоїть в 3 км на північ від фортеці.
Крім середньовічних артефактів, були знайдені артефакти залізного та бронзового віків, доби неоліту. Очевидно оборонна споруда існувала тут ще в дуже давні часи. Були знайдені залишки будівлі для сушіння серна, що використовувалась в середні віки. Також поруч були знайдені поховання при вході в цю споруду, що датуються XV століттям.
Нині ця споруда відкрита для відвідування туристів, на території пам'ятки проходять практику студенти-археологи.